# Orieux
 Orieux  es una comuna y población de Francia, en la región de Mediodía-Pirineos, departamento de Altos Pirineos, en el distrito de Tarbes y cantón de Tournay.
Su población en el censo de 2018 era de 111 habitantes.
Está integrada en la Communauté de communes du Canton de Tournay.

## Demografía
| 123 | 132 | 126 | 127 | 120 | 113 | 109 | 113 | 111 |
| Para los censos de 1962 a 1999 la población legal corresponde a la población sin duplicidades (Fuente: INSEE [Consultar]) |     |     |     |     |     |     |     |     |